# Vahram Papazyan
Vahram Hepet S. Papazyan (orm. Վահրամ Փափազյան, Wahram Papazjan; ur. 12 września 1892 w Üsküdarze, zm. 7 marca 1986 w Emerson w stanie New Jersey) – turecki lekkoatleta pochodzenia ormiańskiego, uczestnik Olimpiady Letniej 1906, olimpijczyk ze Sztokholmu (1912).

## Życiorys
Studiował na Robert College w Konstantynopolu (obecnie Stambuł). Jednym z jego szkolnych kolegów był Mıgırdiç Mıgıryan, inny lekkoatleta pochodzenia ormiańskiego, który wystartował na igrzyskach w Szwecji.
W 1906 roku w wieku zaledwie 13 lat wystąpił na olimpiadzie letniej w Atenach. Występował tam w biegach na 800 i 1500 metrów. Zarówno w biegu na 800 metrów, jak i w biegu na 1500 metrów odpadł w kwalifikacjach. Jego szczegółowe wyniki i miejsca są nieznane.
Gdy Turcja została przyjęta do MKOL-u, prezes tamtejszego komitetu olimpijskiego Selim Sırrı Tarcan postanowił zamieścić w lokalnych gazetach İkdam i Sabah ogłoszenie, celem którego było znalezienie chętnych sportowców do reprezentowania Turcji na igrzyskach w Sztokholmie. Papazyan odpowiedział na to ogłoszenie i wyraził chęć uczestnictwa w tych zawodach, podobnie jak Mıgıryan.
Wraz z Mıgıryanem byli pierwszymi w historii reprezentantami Turcji na igrzyskach olimpijskich.
W Sztokholmie wystąpił, podobnie jak w Atenach w 1906 w biegach na 800 i 1500 metrów. Jego wynik z biegu eliminacyjnego na 800 metrów również pozostaje nieznany (na pewno nie awansował do półfinału). Biegu eliminacyjnego na 1500 metrów nie ukończył.
Po igrzyskach powrócił do Imperium Osmańskiego. Po ukończeniu w 1913 roku studiów na Robert College wziął udział w zebraniu założycieli Armeńskiego Związku Lekkoatletycznego (ang. Armenian General Athletic Association). Przeżył ludobójstwa dokonywane na Ormianach i wyjechał do Bejrutu.
Ożenił się z Annett Egavian, miał czwórkę dzieci: synów Roberta i Harolda oraz córki Yolandę i Diane.
Wyemigrował później do Stanów Zjednoczonych, gdzie był inżynierem elektrykiem. Osiedlił się w stanie Rhode Island, gdzie przez około 35 lat pracował w firmie Eddy & Company w mieście Providence, po czym przeszedł na emeryturę. Zmarł w domu dla Ormian w Emerson w wieku 92 lat. Pochowano go na cmentarzu Swan Point Cemetery w Providence.